# Tumbi

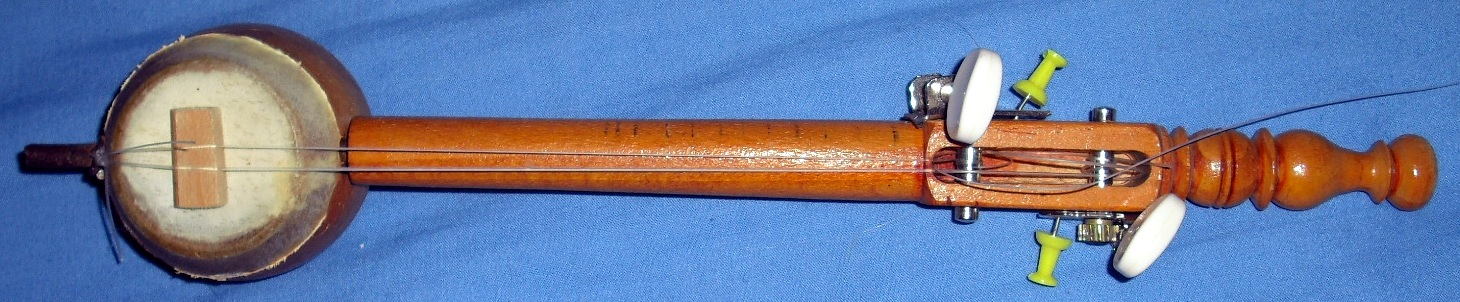
O tumbi.

Tumbi É um instrumento musical tradicional de Punjab, e quem popularizou este instrumento foi um dos cantores mais notáveis de Punjab Lal Chand Yamla Jatt. É um instrumento muito popular na cultura punjab, principalmente no tipo dança Bhangra. O instrumento é feito de uma vara de madeira montado com uma concha de cabaça ressonadora.